# Francesco Eschinardi
Francesco Eschinardi, também conhecido sob o pseudônimo de Costanzo Amichevoli (Roma, 13 de dezembro de 1623 – Roma, 12 de janeiro de 1703) foi um jesuíta, físico e matemático italiano.

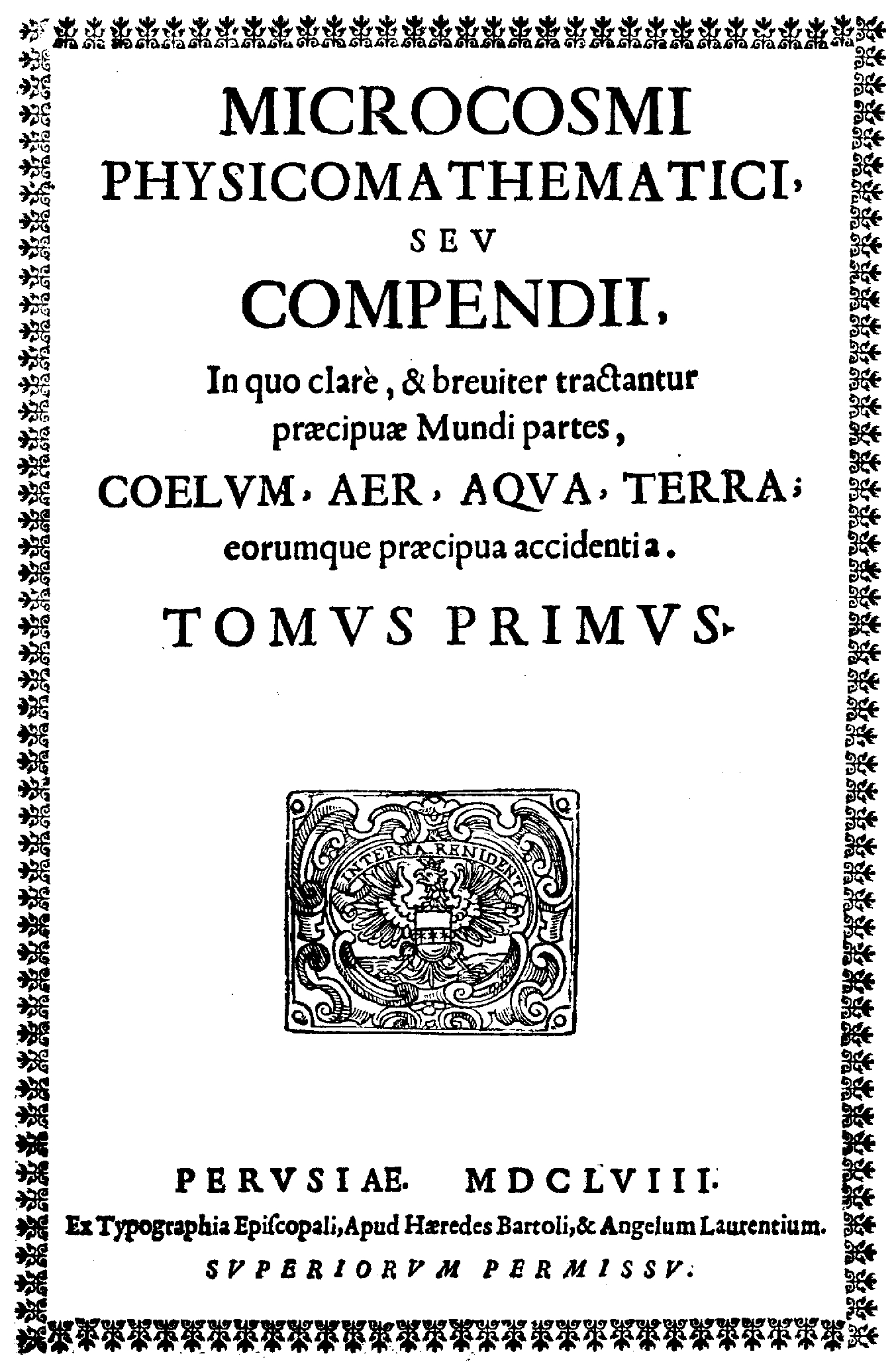
Microcosmi physicomathematici

## Obras
- Microcosmi physicomathematici (em latim). 1. Perúgia: Tipografia episcopale. 1658
- De sono pneumatico (em latim). Roma: [s.n.] 1672
- Regola di tramutare il tempo ordinario degli oriuoli in pendolo (em italiano). Roma: Nicolò Angelo Tinassi. 1672
- Architettura civile (em italiano). Terni: Bernardino Arnazzini. 1675
- Ragguagli dati ad un amico in Parigi sopra alcuni pensieri sperimentabili proposti nell'accademia fisicomatematica di Roma (em italiano). Roma: Nicolò Angelo Tinassi. 1680
- Lettera al signor Francesco Redi nella quale si contengono alcuni discorsi fisicomatematici (em italiano). Roma: Nicolò Angelo Tinassi. 1681
- Architettura militare (em italiano). Roma: Angelo Bernabò. 1684
- Cursus Physicomathematicus (em latim). 1. Roma: Johannes Jacobus Komarek. 1689
- Descrizione di Roma e dell'agro romano (em italiano). Roma: Domenico Francioli. 1750 [1696]